# José Tomás Sáenz
José Tomás Sáenz Saavedra (10 de junio de 1949) es un corredor de propiedades y político chileno, fundador del Partido Humanista de Chile (PH).

## Biografía
Cursó sus estudios escolares en el Colegio del Verbo Divino. Posteriormente, estudió Derecho y Economía en la Pontificia Universidad Católica de Chile.
Casado con María Luisa Larraguibel, es padre es tres hijos.

## Vida pública
Ingresó al movimiento humanista en 1971. En 1980, fundó y fue el primer presidente la Comunidad para el Desarrollo Humano. Participó en la fundación del PH el 26 de mayo de 1984, declarándose opositor a la dictadura militar. El 2 de febrero de 1988, firmó en representación de su partido el acta constitutiva de la Concertación de Partidos por el No, uniéndose a dicho conglomerado.
Fue proclamado por el PH y el Partido Los Verdes como su candidato a la Presidencia de la República para las elecciones de 1989. Ese año, finalmente, fue candidato a senador por la Región del Maule Sur (provincias de Linares y Cauquenes), siendo derrotado por su compañero de lista Mario Papi Beyer.
En democracia, se retiró del PH para ingresar al Partido por la Democracia. En 2005, apoyó la candidatura presidencial de Sebastián Piñera, formando parte de su equipo de trabajo.
Actualmente se dedica al corretaje de propiedades en Zapallar, alejado de la política.

## Historial electoral

### Elecciones parlamentarias de 1989
- Elecciones parlamentarias de 1989 a Senador por la Circunscripción 11, (Maule Sur)[8]

| Candidato                      | Pacto                          | Partido | Votos  | %     | Resultado |
| ------------------------------ | ------------------------------ | ------- | ------ | ----- | --------- |
| Sergio Onofre Jarpa Reyes      | Democracia y Progreso          | RN      | 55 811 | 35,16 | Senador   |
| Mario Papi Beyer               | Concertación por la Democracia | ILA     | 48 765 | 30,72 | Senador   |
| José Tomás Sáenz Saavedra      | Concertación por la Democracia | PH      | 35 534 | 22,39 |           |
| Rolando Rentería Medina        | Democracia y Progreso          | RN      | 8854   | 5,58  |           |
| Aldo Dante Roncagliolo Taj-Taj | Liberal-Socialista Chileno     | ILE     | 6809   | 4,29  |           |
| Atiliano Parada Castro         | Liberal-Socialista Chileno     | ILE     | 2955   | 1,86  |           |